# Siam Shade
Siam Shade (シャムシェイド, Shamu shēdo) est un groupe de rock japonais.
Après s'être séparés en 2002, les membres se sont réunis le 18 novembre 2007 pour un concert en l'honneur de la disparition de leur ancien leader. En 2011, à la suite du Séisme de 2011 de la côte Pacifique du Tōhoku, le groupe décide de faire une série de concerts en soutien aux victimes. Les concerts se déroulent le 17 juillet (à Sendai), et le 21 octobre (à Saitama)

## Membres
- Hideki Imamura - Chants
- Kazuma Endo - Guitare Rythmique & Chœurs
- Daita Ito - Guitare Solo
- Yasushi Nakagawa (Natin) - Basse
- Junji Sakuma (Jun-ji) - Batterie

## Discographie
Albums
- Siam Shade (1994)
  -  1. NO CONTROL
  -  2. Imagination 
  -  3. Ima wa tada... 
  -  4. Don't 
  -  5. Toki no kawa no naka de 
  -  6. LOSE MY REASON
- Siam Shade II (1995)
  -  1. DREAMLESS WORLD
  -  2. TIME'S
  -  3. CALLING
  -  4. SADNESS
  -  5. Yume no naka e
  -  6. Sugao no mama de
  -  7. Ōkina ki no shita de
  -  8. IMITATION LOVE
  -  9. CAN'T FORGET YOU
  -  10. Owaranai machi
  -  11. RAIN
  -  12. SHAKE ME DOWN
- Siam Shade III (1996)
  -  1. Why not?
  -  2. LOVESICK ~You Don't Know~
  -  3. Destination Truth
  -  4. CUM WITH ME
  -  5. Sin
  -  6. PRIDE
  -  7. LET IT GO
  -  8. Dazed and Alone
  -  9. Don't Tell Lies
- Siam Shade IV - Zero (1998)
  -  1. Dear...
  -  2. No! Marionette
  -  3. 1/3 no junjō na kanjō
  -  4. Bloody Train
  -  5. Money is King?
  -  6. Dareka no kimochi wo kangaeta koto ga krimasu ka?
  -  7. Virtuoso
  -  8. if ~Hitorigoto~
  -  9. Love Vampire
  -  10. PASSION
  -  11. Shout out
- Siam Shade V (1998)
  -  1. BLOW OUT
  -  2. MONKEY SCIENCE
  -  3. Wake up
  -  4. NEVER END
  -  5. DEAD SPACE
  -  6. Solomon's seal
  -  7. Tears I Cried
  -  8. Shiritagari shōkōgun
  -  9. GUREISHARU LOVE
  -  10. Keikoku
  -  11. Dreams
  -  12. Grayish Wing
- Siam Shade VI (2000)
  -  Premier disque
    -  1. GET A LIFE
    -  2. Fine weather Day
    -  3. Outsider
    -  4. Shangri-la
    -  5. Allergy
    -  6. BLACK
    -  7. SEXUAL SNIPER
    -  8. Triptych

  -  Deuxième disque
    -  1. Fly high
    -  2. MOON
    -  3. Setsunasa yori mo tōku e
    -  4. I am I
    -  5. 1999
    -  6. Heaven
    -  7. LOVE IS POWER
    -  8. Kumori nochi hare
- Siam Shade VII (2000)
  -  1. LOVESICK ~You Don't Know~
  -  2. Bloody Train
  -  3. PASSION
  -  4. Don't Tell Lies
  -  5. GET A LIFE
- Siam Shade VIII: B-Side Collection (2001)
  -  1. PRAYER
  -  2. I Believe
  -  3. Makin' Your Life
  -  4. D.D.D.
  -  5. BURANKO
  -  6. D.Z.I.
  -  7. Crime
  -  8. Young, Younger, Youngest
  -  9. Happy?
  -  10. BLUE FANG
  -  11. Jidaida toka ryōkōda toka yoku wakannē kedo you wa KAKKO yokerya sorede iin janē no
  -  12. JUMPING JUNKIE
  -  13. GET OUT
  -  14. Over the rainbow
  -  15. RISK
- Siam Shade IX: A-Side Collection (2002)
  -  1. RAIN
  -  2. TIME'S
  -  3. Why not?
  -  4. RISK
  -  5. PASSION
  -  6. 1/3 no junjō na kanjō
  -  7. GUREISHARU LOVE
  -  8. Dreams
  -  9. NEVER END
  -  10. Kumori nochi hare
  -  11. BLACK
  -  12. 1999
  -  13. Setsunasa yori mo tōku e
  -  14. Life
  -  15. ADORENARIN
  -  16. LOVE
- Siam Shade X: Perfect Collection (2002)
- Siam Shade XI: Complete Best -Heart Of Rock- (cd + dvd) (2007)
  - Premier disque
    -  1. Dear... 
    -  2. Fine weather day 
    -  3. 1/3 no junjō na kanjō 
    -  4. PRIDE
    -  5. D.D.D.
    -  6. MOON
    -  7. Triptych
    -  8. Setsunasa yori mo tōku e 
    -  9. Why not? (Single Mix)
    -  10. PRIDE
    -  11. PRAYER
    -  12. MONKEY SCIENCE
    -  13. RISK
    -  14. PASSION
    -  15. Don't Tell Lies

  - Deuxième disque
    -  1. LOVESICK　～You Don't Know～ 
    -  2. GUREISHARU LOVE
    -  3. GET A LIFE
    -  4. No! Marionette
    -  5. Kumori nochi hare
    -  6. Dreams
    -  7. Ōkina ki no shita de
    -  8. Solomon's seal
    -  9. Grayish Wing
    -  10. JUMPING JUNKIE
    -  11. CAN'T FORGET YOU
    -  12. NEVER END
    -  13. RAIN
    -  14. D.Z.I.
    -  15. Life

  - DVD
    -  1. GET A LIFE
    -  2. D.Z.I.
    -  3. BLACK
    -  4. PASSION
    -  5. PRAYER
    -  6. Don't Tell Lies

Compilation
- Tribute Spirits (1999)

DVD de concerts
- 「SIAM SHADE SPIRITS ~RETURN THE FAVOR~」Charity Concert 2011.10.21 (DVD) (2012)
  -  1. RAIN
  -  2. TIME'S
  -  3. Why not?
  -  4. LOVESICK ~You Don't Know~
  -  5. Destination Truth
  -  6. BLACK
  -  7. Sin
  -  8. Life
  -  9. LOVE
  -  10. SSS (Medley Instrumental)
  -  11. GUREISHARU LOVE
  -  12. NEVER END
  -  13. Can't Forget You
  -  14. LET IT GO
  -  15. SHAKE ME DOWN
  -  16. PRIDE
  -  17. PRAYER
  -  18. GET A LIFE
  -  19. Dear...
  -  20. Kumori nochi hare
  -  21. 1/3 no junjō na kanjō
  -  22. Dreams
  -  23. NO CONTROL
  -  24. Imagination
  -  25. D.Z.I.
  -  26. Don't Tell Lies